# Емулсия
Емулсия се нарича смес от две взаимно несмесващи се течности – например зехтин и вода. Тя е дисперсна система с течна дисперсна среда и течна дисперсна фаза.
Емулсиите обикновено са мътни на вид и разсейват светлината. Например при смесване на оцет и олио (при правене на домашна салата) се получава емулсия. Ако се разклати силно, двете течности се смесват временно, но след това постепенно се отделят отново. Емулсиите намират приложение в козметиката и фотографията. Намира и голямо приложение в строителството, например емулсия от вода и машинно масло за смазване кофражните форми преди всяка употреба.
В пътното строителство под емулсия се разбира система от горещи свързващи вещества (най-често битум) и система вода + добавките (емулгатор). Емулгаторът е глинен, бариев или сапунен разтвор, които в състава на емулсията имат временен характер.
| Смес            | Еднородни (хомогенни)                                                   | Нееднородни (хетерогенни)                                                       |
| --------------- | ----------------------------------------------------------------------- | ------------------------------------------------------------------------------- |
| твърдо + твърдо | сплав: месинг стомана чугун                                             | смес от сол и захар смес от захар и сух ориз почва пясък на морския бряг гранит |
| твърдо + течно  | разтвор (ненаситен, наситен): захарен разтвор солена вода (морска вода) | мръсна вода емулсия или колоид (мляко, майонеза)                                |
| твърдо + газ    | няма                                                                    | облак от прах дим (цигарен)                                                     |
| течно + течно   | алкохолни напитки                                                       | смес от олио и вода                                                             |
| течно + газ     | природни води киселинен дъжд (азотен, серен)                            | мъгла пяна                                                                      |
| газ + газ       | въздух (чист)                                                           | няма                                                                            |